# Triunghiul morții (Marea Neagră)

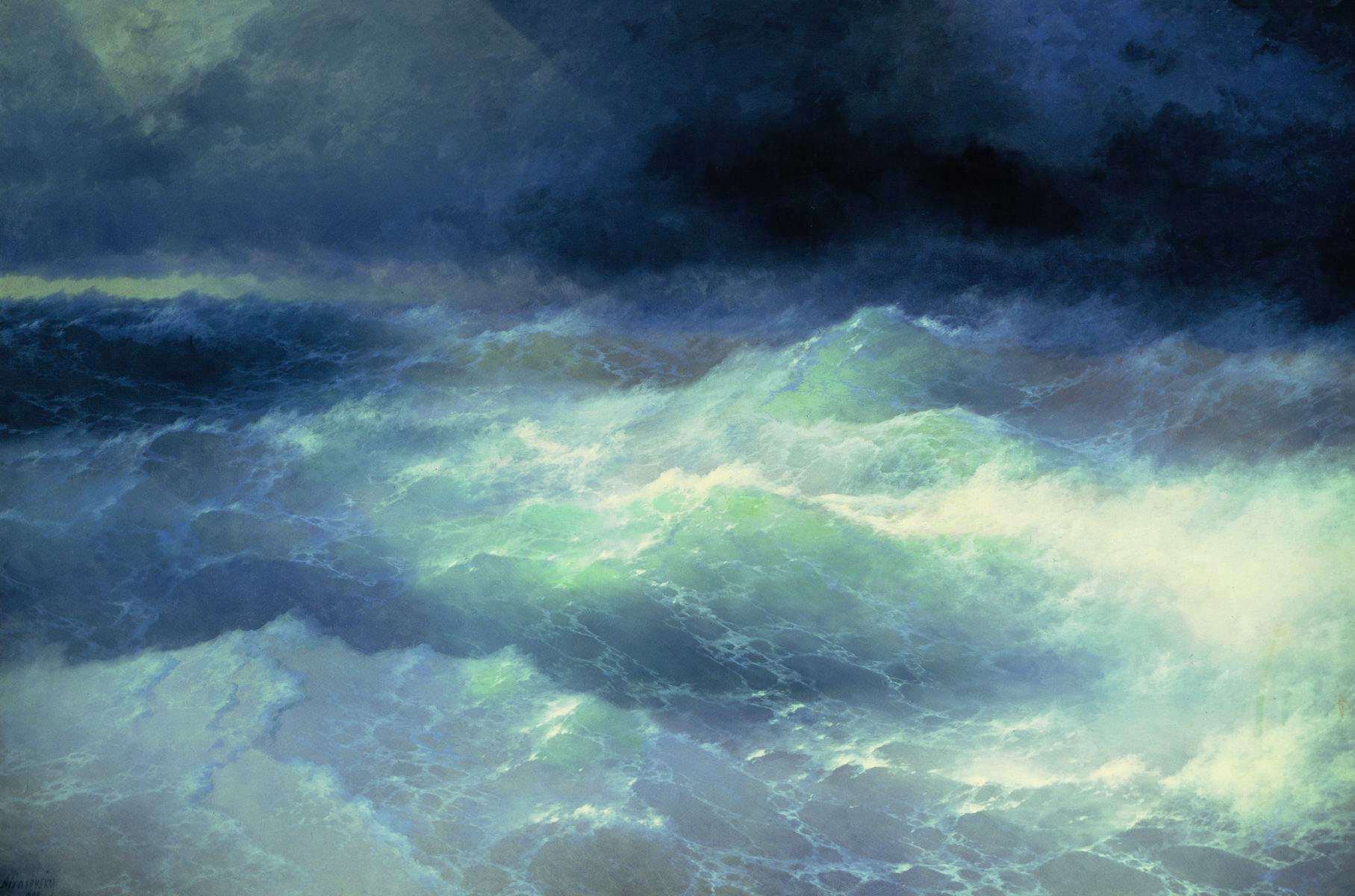

Numeroase articole și lucrări din preajma anului 2013 dar și povestiri rusești mai vechi susțin că în Marea Neagră ar exista un triunghi al morții, asemănător Triunghiului Bermudelor.
Triunghiul morții din Marea Neagră ar avea o suprafață de cca. 8-10 km și s-ar deplasa constant dinspre Crimeea spre apele teritoriale românești. În Marea Neagră, de-a lungul timpului, au avut loc dispariții misterioase de nave, avioane și oameni. Întâmplări în această zonă sunt descrise și în unele povestiri rusești din secolele al XIII-lea și al XIV-lea, dar și în mărturii mai recente ale unor martori sau supraviețuitori. Povestirile rusești relatate de martori descriu un fel "vârtej alb" care ducea la fundul mării păsări, nave și mici insule.  
Fenomenele sunt puse pe seama anomaliilor magnetice din Marea Neagră. Potrivit lui Emil Străinu, o altă explicație ar fi că în adâncul Mării Negre este un rezervor uriaș de hidrogen sulfurat care formează bule foarte periculoase, inflamabile și toxice. Potrivit ABC News, acumulări de gaze ies la suprafață în Triunghiul Morții ca și în cel al Bermudelor și ard la suprafața apei cu un foc ciudat (ca o gheață care arde). 
O poziție a triunghiului morții ar fi în imediata vecinătate a Insulei Șerpilor, la 45 kilometri nord-vest de Sulina.
Una din cele mai inexplicabile întâmplări a avut loc cu nava «Amira-1» (Амира-1). Corabia s-a scufundat cu 24 de persoane la bord, dar, nici nava și nici corpuri umane nu au fost găsite la fundul mării.
În mai 1944, în plină zi, nava Țiolkovski (Циолковский) a dispărut la sud de Crimeea (la 70 km în larg). La 5 decembrie 1945, în perioada când 5 bombardiere americane Grumnan TBM-3 Avenger dispăreau în Triunghiului Bermudelor, 5 avioane militare rusești ar fi dispărut în aceeași zi în interiorul Triunghiului Morții aflat atunci lângă Crimeea (la 70 km de țărm).
În 1990, un mic aparat de zbor grecesc a dispărut la 30-40 km de țărmul românesc.
În 1991, au dispărut 80 de oameni care lucrau pe o platformă marină rusească de extracție a petrolului. Platforma comunica zilnic prin stație cu baza de la țărm pentru ca brusc, într-o zi, fără niciun SOS, platforma a rămas mută. Peste câteva ore, o escadrilă militară a găsit platforma în derivă, fără nici un om la bord. Dispariția lor rămâne un mister până în prezent.
De asemenea, arheologii subacvatici au găsit acolo un avion fantomă de pe vremea fasciștilor, care o lungă perioadă de timp a fost considerat dispărut. Oamenii au putut fi indentificați datorită obiectelor personale care se aflau la bord, cauza catastrofei rămânând până acum o taină.